# Lalinci
Lalinci (cyr. Лалинци) – wieś w Serbii, w okręgu kolubarskim, w gminie Ljig. W 2011 roku liczyła 224 mieszkańców.